# Kerge Kacsák: Így kell tarolni!
A  Kerge kacsák: Az új kihívók, a második évadtól Kerge Kacsák: Így kell tarolni! (eredeti cím: The Mighty Ducks: Game Changers) 2021 és 2022 között vetített amerikai vígjátéksorozat, amelyet Steve Brill, Josh Goldsmith és Cathy Yuspa alkotott, a Kerge Kacsák trilógia folytatása. A főbb szerepekben Lauren Graham, Brady Noon, Maxwell Simkins, Swayam Bhatia és Julee Cerda láthatók.
Az Amerikai Egyesült Államokban 2021. március 26-án, míg Magyarországon a Disney+ mutatta be feliratosan 2022. június 14-én, szinkronnal 2022 őszén.
2021 augusztusában berendelték a második évadot.

## Ismertető
A Kerge Kacsák juniorcsapata, ma már hokis nagyhatalom. Miután Evan Morrowot kirúgják a csapatból és közlik vele, hogy csak az idejét vesztegeti, a 12 éves fiú édesanyja új csapatot alakít az esélytelenekből az eredeti Kacsák edzője, Gordon Bombay segítségével, aki azóta egy jégpálya elkeseredett tulajdonosa.

## Szereplők

### Főszereplők
| Szereplő          | Színész            | Magyar hang             | Leírás | Évadok |
| ----------------- | ------------------ | ----------------------- | --- | ------ |
| Alex Morrow       | Lauren Graham      | Pápai Erika             | Evan édesanyja és a Don't Bothers edzője. Ő alapította a Don't Botherst, miután Evant kivágták a Kerge Kacsákból. Alex semmit sem tudott a hokiról, amikor elkezdett edzősködni, de azóta a szórakozást előtérbe helyezve segítette a csapat önbizalmának növekedésén. Alexet rövid időre kirúgták edzőként, miután túlságosan megszállottja lett a győzelemnek, de később visszatért. A Ducksworth, Saver & Gross ügyvédi irodánál dolgozik jogi asszisztensként. | 1–     |
| Evan Morrow       | Brady Noon         | Papp-Horváth Levente    | Alex fia, akit a lassúsága miatt kivágnak a Kerge Kacsákból, és azt mondják neki, hogy csak az idejét vesztegeti a hokival. Ő a Don't Bothers csapatkapitánya. Evan lövi a csapat történetének első gólját a régi csapata ellen. | 1–     |
| Nick Ganz         | Maxwell Simkins    | Vida Bálint             | Evan legjobb barátja, aki segít elindítani a Don't Botherst. Két anyukájával Morrowék szomszédságában él. Winnie-vel, a Jégpalota kakaós lányával is jóban van. Nick a The Wraparound podcast társ-műsorvezetője volt Mary Joe-val, mielőtt csatlakozott a csapathoz. | 1–     |
| Sofi Hanson-Bhatt | Swayam Bhatia      | Mayer Szonja            | Evan barátja, aki tehetséges hokijátékos, pontos lövéssel. Elhagyja a Kacsákat, hogy csatlakozzon a Don't Bothershez, annak ellenére, hogy maximalista szülei ellenzik a lépést. | 1–     |
| Stephanie         | Julee Cerda        | Major Melinda           | Alex főnöke a DS&G-nél, aki gyakran sznob, és kihasználja Alex lágy természetét. A lágyabbik oldala akkor kerül elő, amikor kiderül, hogy ő és férje, Clark elválnak. Ikrei, Trevor és Ruby a Kacsák csapatában játszanak. | 1.     |
| Koob              | Luke Islam         | Beke Márton             | A Don't Bothers kapus remek reflexekkel. Mielőtt csatlakozott a csapathoz, hardcore játékos volt. |        |
| Lauren            | Bella Higginbotham | Dolmány-Bogdányi Korina | Don't Bothers egyik tagja, aki a cosplayben utazik. A csapat végrehajtójának tekinthető, aki megtanult néhány mozdulatot Connie Moreau-tól. | 1.     |
| Maya              | Taegen Burns       | Csikos Léda             | A New York-i Don't Bothers tagja és a népszerű lány klikk tagja az iskolában. Ő Lauren legjobb barátnője. | 1–     |
| Logan             | Kiefer O'Reilly    | Mayer Marcell           | A Don't Bothers tagja, aki a szülei válása után Torontóból Minnesotába költözött. Apjával ugyanabban az utcában lakik, mint Evan és Nick. Annak ellenére, hogy rengeteg profi hokifelszereléssel rendelkezik, Logan nehezen korcsolyázott, amíg Bombay nem segít neki ezt leküzdeni. | 1.     |
| Sam               | De'Jon Watts       | Maszlag Bálint          | A Don't Bothers egyik tagja, aki sosem utasít vissza egy kihívást, például amikor Evan kihívja őt, hogy csatlakozzon a csapathoz. | 1–     |
| Gordon Bombay     | Emilio Estevez     | Forgács Péter           | A Kacsák eredeti edzője és a Jégpalota tulajdonosa. elkeseredett, de amikor a Don't Bothers elkezd játszani a jégpályán, újra fellángol benne a játék iránti szeretet. Később a Don't Bothers segédedzője lesz, majd rövid ideig edző, amikor Alexet kirúgják. | 1.     |
| Jace Cole         | Naveen Paddock     | N/A                     | Colin fia. | 2.     |
| Colin Cole        | Josh Duhamel       | Bozsó Péter             | Korábbi NHL-játékos, aki azt az intenzív hokis edzőtábort vezeti, ahová a Kacsák is bejelentkeztek a nyárra, valamint Jace édesapja. | 2.     |

### Mellékszereplők
| Szereplő       | Színész        | Magyar hang     | Leírás |
| -------------- | -------------- | --------------- | --- |
| T edző         | Dylan Playfair | Nikas Dániel    | A Kerge Kacsák leereszkedő vezetőedzője, aki kitagadja Evant a csapatból, majd megpróbálja - bár sikertelenül - visszahozni. Rendszeresen kigúnyolja a Don't Botherst, és "egy rakás bohócnak" nevezi őket. |
| Winnie Berigan | Em Haine       | Staub Viktória  | A Jégpalota egyik alkalmazottja. Nick barátja, és gyakran látják beszélgetni Alex-szel. Arról is ismert, hogy sok barátja van.                                                                              |
| Mary Joe       | Lia Frankland  | Engel-Iván Lili | A The Wraparound podcast házigazdája és Nick korábbi társműsorvezetője. Édesapja, Terry veszi át Nick helyét, amikor csatlakozik a Don't Bothershez.                                                        |
| Paula Ganz     | Amy Goodmurphy | N/A             | Nick anyukái. |
| Sherri Andrews | Jane Stanton   | Braun Rita      | Nick anyukái. |

### Magyar változat
- Magyar szöveg: Petőcz István
- Hangmérnök: Kiss István
- Vágó: Sári-Szemerédi Gabriella
- Gyártásvezető: Gelencsér Adrienne
- Szinkronrendező: Lengyel László (1. évad), Földi Levente (2. évad)
- Produkciós vezető: Kónya Andrea

A szinkront a Mafilm Audio Kft. készítette.

## Évados áttekintés
| Évad | Évad | Epizódok | Eredeti sugárzás     | Eredeti sugárzás   | Magyar sugárzás      | Magyar sugárzás    |
| Évad | Évad | Epizódok | Évadpremier          | Évadfinálé         | Évadpremier          | Évadfinálé         |
| ---- | ---- | -------- | -------------------- | ------------------ | -------------------- | ------------------ |
|      | 1    | 10       | 2021. március 26.    | 2021. május 28.    | 2022. június 14.     | 2022. június 14.   |
|      | 2    | 10       | 2022. szeptember 28. | 2022. november 30. | 2022. szeptember 28. | 2022. november 30. |

## Epizódok

### 1. évad
| Sor. | Év. | Cím                                   | Rendező         | Író                                        | Premier                            |
| ---- | --- | ------------------------------------- | --------------- | ------------------------------------------ | ---------------------------------- |
| 1.   | 1.  | Kezdődjék a játék! (Game On)          | James Griffiths | Steve Brill, Josh Goldsmith és Cathy Yuspa | 2021. március 26. 2022. június 14. |
| 2.   | 2.  | Bkoszzsákok (Dusters)                 | Michael Spiller | Josh Goldsmith és Cathy Yuspa              | 2021. április 2. 2022. június 14.  |
| 3.   | 3.  | Kitörés (Breakaway)                   | Jay Karas       | Josh Goldsmith és Cathy Yuspa              | 2021. április 9. 2022. június 14.  |
| 4.   | 4.  | Hokis anyukák (Hockey Moms)           | James Griffiths | Josh Goldsmith és Cathy Yuspa              | 2021. április 16. 2022. június 14. |
| 5.   | 5.  | Az ígeret (Cherry Picker)             | Jay Karas       | Matthew Carlson                            | 2021. április 23. 2022. június 14. |
| 6.   | 6.  | A gála (Spirit of the Ducks)          | Steve Brill     | Todd Linden                                | 2021. április 30. 2022. június 14. |
| 7.   | 7.  | Tavi hoki (Pond Hockey)               | Melissa Kosar   | Marissa Berlin                             | 2021. május 7. 2022. június 14.    |
| 8.   | 8.  | Első a szórakozás (Change on the Fly) | Michael Spiller | Damir Konjicija és Dario Konjicija         | 2021. május 14. 2022. június 14.   |
| 9.   | 9.  | Az elmék játszmája (Head Games)       | Melissa Kosar   | Rita Hsiao                                 | 2021. május 21. 2022. június 14.   |
| 10.  | 10. | Csak egy maradhat (State of Play)     | Michael Spiller | Marissa Berlin és Todd Linden              | 2021. május 28. 2022. június 14.   |

### 2. évad
| Sor. | Év. | Cím                                       | Rendező           | Író                                        | Premier              |
| ---- | --- | ----------------------------------------- | ----------------- | ------------------------------------------ | -------------------- |
| 11.  | 1.  | Jégtörés (Ice Breaker)                    | Melissa Kosar     | Josh Goldsmith, Cathy Yuspa és Steve Brill | 2022. szeptember 28. |
| 12.  | 2.  | Minden határon túl (Out of Bounds)        | Melissa Kosar     | Todd Linden                                | 2022. október 5.     |
| 13.  | 3.  | Az edző-tanonc meccs (Coach Classic)      | Melissa Kosar     | Matthew Carlson                            | 2022. október 12.    |
| 14.  | 4.  | A draft (Draft Day)                       | Lauren Graham     | Josh Goldsmith és Cathy Yuspa              | 2022. október 19.    |
| 15.  | 5.  | Hab a tortán (Icing on the Cake)          | Michael McDonald  | Marissa Berlin                             | 2022. október 26.    |
| 16.  | 6.  | Csapatépítés (Twigs)                      | David Katzenberg  | Jessica Watson                             | 2022. november 2.    |
| 17.  | 7.  | A Kacsalélek (Spirit of the Ducks Part 2) | Josh Duhamel      | Matthew Carlson és Todd Linden             | 2022. november 9.    |
| 18.  | 8.  | A játékoscsere (Trade Rumors)             | Jay Chandrasekhar | Patrick Kang és Michael Levin              | 2022. november 16.   |
| 19.  | 9.  | A szünidősök (Summer Breezers)            | Jay Chandrasekhar | Josh Goldsmith és Cathy Yuspa              | 2022. november 23.   |
| 20.  | 10. | A rivaldafény (Lights Out)                | Melissa Kosar     | Josh Goldsmith és Cathy Yuspa              | 2022. november 30.   |

## A sorozat készítése
2018-ban Steve Brill és Jordan Kerner, akik az 1992-es Kerge Kacsák című film írói és producerei voltak, az ABC Signature vezetőjének, Tracy Underwoodnak egy, a film alapján készülő tévésorozat ötletét vetették fel, amelyet jóváhagytak.
2018. január 22-én bejelentették, hogy egy félórás Kerge Kacsák tévésorozatot fejleszt az ABC Signature Studios, amelynek Brill lesz a alkotója és vezető producere. A sorozatot a stúdió több csatornának és streaming szolgáltatásnak is eladta. 2018. november 8-án jelentették be, hogy a sorozatot a Disney streaming szolgáltatásán, a Disney+-on fogják megjelentetni. 2019. november 6-án bejelentették, hogy Josh Goldsmith, Cathy Yuspa, George Heller és Brad Petrigala Brill mellett társ-vezető producerei lesznek a sorozatnak. 2020. február 12-én kiderült, hogy Goldsmith és Yuspa társ-alkotóként és showrunnerként, míg Kerner és James Griffiths társ-vezető producerként, valamint a főszereplő Lauren Graham társ-vezető producerként is szerepel a sorozatnál. 2023. május 26-án a Disney+ levette a sorozatot a kínálatából.

### Forgatás
A sorozat forgatása a tervek szerint 2020. február 18-án kezdődött volna, és 2020. június 11-én fejeződött volna be. A forgatás Vancouverben zajlott. 2020 augusztusában bejelentették, hogy a forgatás hivatalosan is elkezdődhet. A forgatás 2020. december 17-én fejeződött be.